# Atanyjoppa funebris
Atanyjoppa funebris är en stekelart som beskrevs av Heinrich 1934. Atanyjoppa funebris ingår i släktet Atanyjoppa och familjen brokparasitsteklar. Utöver nominatformen finns också underarten A. f. septentrionalis.